# أساليب تدريس بنائية
أساليب التدريس البنائي (بالإنجليزية: Constructivist teaching methods) هو نهج تعليمي مبنيّ على نظرية التّعلم البنائي، ويستند التدريس البنائي على الاعتقاد بأن التعلم يقع عندما يشارك المتعلمون بفعالية في عملية بناء المعرفة ومعنى بدلاً من تلقي المعلومات بشكل سلبي لا فاعل. فالمتعلمون هم صنّاع المعرفة والمعنى. هذا النوع من التعليم يعزز التفكير الناقد ويعمل على خلق متعلمين مستقلين وذوي دافعية. يعتقد هذا الإطار النظري بأن التّعلُم يُبنى دائماً على معارف الطالب المسبقة؛ وهذه المعرفة تسمى ب المخطط المعرفي. ولأن كل التّعلُم يَمُر من خلال المخطط المعرفي الموجود مسبقاً لدى الُمتَعلم، يشير البنائيون إلى أن التّعلُم يكون أكثر فعالية عندما يكون المُتَعلّم منهمكاً في العملية التعليمية بدلاً من تلقيه المعرفة بشكل سلبي. توجد مجموعة واسعة من أساليب التدريس التي تدّعي أنها تقوم على نظرية التّعَلُم البنائي، معظم هذه الأساليب تعتمد على نوع من الاكتشافات الموجهة حيث يتجنب المُعلِم التعليمات المباشرة ويحاول أن يقود الطالب من خلال أسئلة ونشاطات للاكتشاف والنقاش والتقدير وتحويل المعرفة الجديدة إلى تعابير لفظية تُعبّر عنها.

## التاريخ
جنباً إلى جنب مع جون ديوي، بحث جان بياجيه في تنمية الطفولة والتعليم. كِلا الطرفان كان لهما أثرٌ فاعلٌ في تطويرالتعليم غير النظامي. وتشير فكرة ديوي عن التعليم المؤثر بأن التعليم يجب أن يعمل على المشاركة في توسيع الخبرات والتّبَحُر في استكشاف التفكير والتأمل المرتبط بدورالمعلمين؛ فأشار بياجيه في التعليم البنائي بأنه عندما نتعلم فإننا نوسّع دائرة معرفتنا من خلال التجربة التي تتولد خلال اللعب من مرحلة الطفولة وحتى مرحلة البلوغ والتي هي ضرورية للتّعَلُم. تقع نظرية بياجيه وديوي الآن ضمن حدود حركة أوسع هي التعليم المستمر.
تقول نظرية التعليم البنائي بأن كل معرفة شُيّدت قد شُيّدت بناءاً على معرفة سابقة. فالأطفال ليسوا صفحات بيضاء، فلا يمكن نقل معرفة ما إليهم إلا إذا جعل الطفل منها معرفة منطقية بالنسبة له بناءاً على مفاهيمه الحالية، لذلك فإن الطفل يتعلم بشكل أفضل عندما يُسمح له ببناء فهم شخصي وفقاً لتجربته للأشياء والتأمل في تلك التجارب.

## استراتيجيات التعليم البنائي

### سمات التعلم البنائي
أحد الأهداف الأساسية من استخدام التعليم البنائي هو أن يتعلم الطلبة كيفية أخذ المبادرة لإدارة تجاربهم التعليمية والاستفادة منها وذلك من خلال تدريبهم على ذلك.
وفقاً لأودري غراي فإن سمات الصف البنائي كما يأتي:
- المتعلمون يشاركون بنشاط.
- البيئة ديموقراطية.
- الأنشطة تفاعلية ومتمحورة حول الطلبة.
- المعلم يُسهّل عملية التعلم بحيث يتم تشجيع الطلبة على تحمّل المسؤولية والاستقلال ذاتياً.

### أمثلة على نشاطات بنائية
إضافة إلى ذلك، في الصف البنائي، يعمل الطلاب بشكل أساسي ضمن مجموعات ويكون التعلم تفاعليّ وحيويّ. ويكون هنالك تركيز كبير على مهارات التواصل الاجتماعي وأيضاً على التعاون وتبادل الأفكار. على النقيض، نجد أن في الصف التقليدي يعمل الطلاب بشكل منفرد، ويتحقق التعليم من خلال الإعادة، وتلتزم الموضوعات بشكل صارم بالمناهج الدراسية.
بعض الأنشطة المُشَجِعة في الصفوف البنائية:
- إجراء التجارب: يُجري الطلبة تجربة بشكل فرديّ ومن ثم يتم مناقشة النتائج بشكل جماعي على مستوى الصف.
- المشاريع البحثية: يقوم الطلاب بإجراء بحث عن موضوعٍ ما ثم يعرض الطالب ما توصّل إليه في الصف.
- الرحلات الميدانية: تسمح للطلبة بتطبيق المفاهيم والأفكار التي تمت مناقشتها في الصف ضمن سياق العالم الحقيقي، وغالباً ما يتبعها نقاشات صفيّة.
- الأفلام: تُوفّر الأفلام سياقاً بصرياً مما يضيف معنى آخر للتجربة التعليمية.
- النقاشات الصفية: هذا الأسلوب يستخدم جميع الطرق المذكورة أعلاه، وهي واحدة من أكثر مميزات التعليم البنائي أهمية.

ويمكن استخدام المنهج البنائي في التعلم عبر الإنترنت. فعلى سبيل المثال، يمكن لأدوات مثل منتديات النقاش وويكي والمدونات أن تُمكّن المتعلمين من بناء المعرفة بشكل فاعل.
يتضح التباين بين الصف التقليدي والصف البنائي كما هو مُبين أدناه:

#### الصف التقليدي
- يبدأ بأجزاء وحتى الكل- تأكيداً على المهارات الأساسية.
- الالتزام الصارم بمناهج ثابتة.
- الكتب والمصنفات.
- المعلم يُرسل/ الطلبة يستقبلون.
- المعلم يفترض َسن التعليمات وبأنه صاحب سلطة.
- التقييم من خلال الاختبارات وتصحيح الإجابات.
- المعرفة جامدة.
- الطلاب يعملون بشكل فرديّ.

#### الصف البنائي
- البدء بالكل-التوسع إلى الأجزاء.
- السعي وراء أسئلة الطلبة/واهتماماتهم.
- مصادر أساسية/مواد أجتُهد فيها.
- التعلم هو التفاعل-البناء على ما يمتلكه الطالب من معارف سابقة.
- المعلم يتفاعل/يتفاوض مع الطلبة.
- التقييم من خلال عمل الطالب وملاحظة أداءه، ووجهات نظره، والاختبارات. العملية لا تقل أهمية عن المنتج.
- المعرفة مرنة وديناميكية/تتغير مع التجربة.
- يعمل الطلاب من خلال مجموعات (المصدر: thirteen Ed Online 2004)

لأن مخططات المعرفة مُجمَعٌ عليها بشكل واضح على أنها نقطة البداية للتعلم الجديد، فإن النهج البنائي يميل إلى التحقق من الفروقات الفردية والثقافية والتنوع بشكل عام.

### دور المعلمين
في الصف البنائي، دور المعلم هو المطالبة وتسهيل النقاش وبالتالي، يجب أن يكون تركيز المعلم الرئيسي على توجيه الطلاب من خلال طرح الأسئلة التي ستقودهم لتطوير استنتاجاتهم الخاصة حول موضوع ما. ويشير باركر بالمر (1997) إلى أن المعلم الجيد يدمج ذاته والموضوع الدراسي والطالب في نسيج الحياة وذلك لأنه يُعلّم من ذاته الشاملة غير المقسمة، فيُبرِز حياته الخاصة ويستحضر الطلاب وعقولهم من خلال قدرته على التواصل.
وقد حدد دايفيد جوناسين ثلاثة أدوار رئيسية للخبراء لدعم الطلاب في بيئة التعليم البنائي:
1. النمذجة
2. التدريب
3. السقالات

أدناه، وصف مختصر لأدوار جوناسين الرئيسية:
النمذجة
يصف جوناسين النمذجة باعتبارها الإستراتيجية الأكثر شيوعاً في بيئة التعلم البنائي. يوجد نوعان من النمذجة؛ النمذجة السلوكية للأداء العلني والنمذجة المعرفية للعمليات السرية. توضّح النمذجة السلوكية في بيئة التعلم كيفية أداء الأنشطة المحددة في بُنية النشاط. بينما تُعبّر النمذجة المعرفية البرهنة التي ينبغي على المتعلمين تقديمها خلال المشاركة في النشاطات.
التدريب
يعتبر جوناسين دور المدرب معقداً ودقيقاً. يعتبر جوناسين بأن المدرب الجيد يُحفّز المتعلمين، ويحلل أداءهم، ويوفر تغذية راجعة، ويقدم المشورة حول الأداء وكيفية القيام به، وأيضاً يثير التفكير والتعبير حول ما قد تم تعلمه. علاوةً على ذلك، قد يرغب الطالب بالتدريب؛ فقد يطلب الطلبة المساعدة فيضغطون على زر «ما تقييم عملي؟». أو قد يكون التدريب غير مرغوب به. عندما يراقب المدرب الأداء ويوفر التشجيع والتشخيص والاتجاهات والتغذية الراجعة، بالإضافة لردود الفعل. التدريب بشكل طبيعي ينطوي بالضرورة على ردود الفعل التي تقع في أداء مهمة المتعلم (لافلي، وتابر، وموسر، وود ماد، 1997).
السقالات
هي النهج الأكثر شمولاً في دعم المتعلم، مع التركيز على المهمة، والبيئة، والمعلم، والمتعلم. تُزود السقالات الأُطر المؤقتة لدعم التعلم ودعم أداء الطالب ليتفوق على قدراته وطاقاته. مفهوم السقالات يُعبّر عن أي نوع من المساندة والدعم للنشاط المعرفي المُزوّد به من قِبَل شخص بالغ لطفل عندما يؤديان مهمة معاً (وود وميدلتون 1975).

### البيئات التعليمية البنائية
قدّم جوناسن نموذجاً لتطوير البيئات التعليمية البنائية حول هدف تعليمي محدد، هذا الهدف قد يأخذ واحداً من عِدة أشكال التالية. (رُتِبت من الأقل إلى الأكثر تعقيداً):
- أسئلة أو قضايا
- حالة دراسية
- مشروع طويل الأجل
- مشكلة (القضايا والمشاريع المتعددة والمتكاملة على مستوى المنهج الدراسي)

ينصح جوناسين بجعل أهداف التَّعلُم جذّابة وذات صلة وليست منمقة ومنظمة بشكل مفرط.
في البيئة التعليمية البنائية، يُسَيَّر التعليم من خلال مشكلة تحتاج إلى حل؛ فيتعلم الطالب المحتوى والنظرية حتى يستطيع حل المشكلة. وهذا يختلف عن التدريس الموضوعي التقليدي حيث يتم استعراض النظرية أولاً، وقد يتم استخدام المشكلات بعد ذلك للتدرّب على النظرية.
اعتماداً على خبرات الطلاب السابقة، فالقضايا المترابطة والسقالات قد تكون ضرورية للدعم. ويحتاج أيضاً المعلمون إلى توفير سياق حقيقي للمهمة، بالإضافة إلى مصادر للمعلومات وأدوات معرفية وأيضاً أدوات تعاونية.

### التقييم البنائي
تقليدياً، يعتمد التقييم في الصفوف الدراسية على الاختبارات، وفي هذا النمط من المهم للطالب أن يُقدّم إجابات صحيحة. ومع ذلك، ففي التعليم البنائي اكتساب المعرفة لا يقل أهمية عن الناتج، وهكذا، فإن التقييم لا يعتمد فقط على الاختبارات، بل يعتمد أيضاً على مراقبة وملاحظة الطالب وعمله ووجهات نظره.
بعض استراتيجيات التقييم تتضمن:
- نقاشات شفوية: يقدم المعلم للطلاب سؤال يرتكز عليه ويسمح بنقاش مفتوح معنون بالموضوع المحدد.
- استخدام جدول (ماذا نعلم؟ ماذا نريد أن نتعلم؟ ماذا تعلمنا؟)، وتستخدم هذه الإستراتيجية خلال مسار تدريس موضوع معين، بالإضافة إلى أنها اسلوب تقييم جيد؛ حيث يظهر للمعلم تقدم الطالب خلال مسار المادة الدراسية.
- رسم الخرائط العقلية: في هذا النشاط يقوم الطلاب بجدولة وتصنيف المفاهيم والأفكار المتعلقة بالموضوع الدراسي.
- التدريب العملي على الأنشطة: وهذا لتشجيع للطالب على استعمال بيئته أو أداة تعليم معينة بشكل مرن. ويستطيع المعلم استخدام قائمة التدقيق والملاحظة لتقييم نجاح الطالب بمادة معينة.
- الاختبار القبْلي: يساعد المعلم في تحديد المعرفة التي جلبها الطالب للموضوع الجديد وبالتالي ستكون عوناً في توجيه مسار الدرس.

## مثال لدرس تم تدريسه وفقاً للبنائية
خير مثال على درس تم تدريسه بطريقة بنائية من خلال تعليم التفكير والتأمل بدلاً من التلقين المباشر، في مثال (شمعة فاراداي). هنالك عدة اشكال من هذا الدرس ولكن جميعها تم تطويرها من حاضرات عيد الميلاد التي قدمها فراداي حول عمل الشموع. في الدروس البنائية المفتوحة والتي تعتمد على هذه الدروس كأساس، حيث يتم تشجيع الطلبة على القيام باكتشاف كيفية عمل الشموع بأنفسهم؛ بحيث يقومون بذلك عن طريق المراقبة والملاحظة البسيطة ويتم لاحقاً بناء الأفكار والفرضيات ومن ثم ينتقلون بفحصها في وقت لاحق. يشجع المعلم هذا النوع من التّعلم وفي حال نجاحه، يعتمد الطلبة هذا الدرس لفهم مكونات الاحتراق وهو موضوع كيميائي مهم.

## البنائية للبالغين
للفلسفة البنائية تاريخ طويل من التطبيق في البرامج التعليمية للأطفال الصغار، ولكنها تستخدم بشكل قليل في بيئة التعلم للبالغين. مع تطور الإنسان، هناك تغيرات نوعية في قدرتهم على التفكير المنطقي حول التجارب، لكن العمليات التي يتم من خلالها التعلم والتكيف المعرفي والواساطة الاجتماعية يُعتَقد أنها ستبقى أو ستستمر بالشكل نفسه طوال الحياة. يعتقد جوهر الفلسفة البنائية بأن المعرفة تكتسب من خلال التجارب الهادفة ذات المعنى للمتعلم وأيضاً من تبادل الآراء مع الآخرين. (بياجيه ووانهلدر،1969؛ فيغوتسكي،1978).
البيئات التعليمية البنائية للبالغين تتضمن إتاحة فرص للطلبة لخلق روابط ذات معنى بين المادة الجديدة والخبرات السابقة من خلال الإستكشاف. إحدى الطرق السهلة لتطبيق ذلك من خلال طرح أسئلة (ذات إجابات مفتوحة) متل: «أخبرني عن وقت...» أو «كيف يمكن لهذه المعلومة أن تكون مفيدة لك؟»؛ تجعل مثل هذه الأسئلة الطلبة يتفكرون ويتسائلون حول علاقة أي معلومة جديدة بخبراتهم الشخصية، إجابة الطلبة على هكذا نوع من الأسئلة هي فُرَص للتعرف على وجهات نظر الآخرين. تشكل هذه الأسئلة إشكالية للُمعلم الذي يُركزعلى المحتوى التعليمي المفيد للطلبة. وتكمن أهمية استخدام هذه الاستراتيجيات مع البالغين فيما أشار إليه (برين 2004) في بيئات التّعلُم الحرجة حيث «يُخفي» المعلمون المهارات المطلوب تدريسها ضمن مهمات حقيقية من شأنها إثارة الفضول وتحدي الطلبة لإعادة التفكير في الافتراضات واختبار النسق المنطقي للحقيقة. أكّد (ميزرو 1997) على أن الطلبة بحاجة إلى الممارسة من أجل تمييز الأُطر المعرفية وكيفية استخدام مخيلتهم لإعادة تعريف المشكلات من وجهات نظر مختلفة. «لتعزيز التعلم بالإستكشاف؛ يجب على المعلم غالباً أن يعيد صياغة أسئلة المتعلمين وفق مستوى فهم الطلبة الحالي»
عقود التعليم، ومشاريع المجموعات، ولعب الأدوار، والمحاكاة هي عبارة عن أساليب صفية مرتبطة بالتعليم التحويلي. هذا النهج يؤكّد على أن التعليم ليس عملية «كل شيء أو لا شيء»، بل هو أن يتعلم الطالب المعلومة المقدمة له من خلال البناء على ما يمتلكه مسبقاً من معارف. ولذلك فمن المهم أن يقوم المعلم بالتقييم المستمر للمعرفة التي اكتسبها الطلبة للتأكد من استيعابهم للمعرفة الجديدة المُراد نقلها لهم. سيجد المعلمون أنه عندما يقوم الطلبة بالبناء على المعارف السابقة، سيرتكبون الأخطاء عند محاولة استرداد المعلومات الجديدة وهذا ما يُعرف بـ«خطأ إعادة الإعمار» ويحدث ذلك عندما نملأ فجوات الفهم لدينا بالمنطق والأفكار الغير صحيحة أحياناً، يجب على المعلمين تدارك هذه الأخطاء وتصحيحها إلا أنه لا مفر من بعض الأخطاء البنائية التي تحصل بسبب القصور الفطري في استرجاع المعلومات.
في علم التدريس المبني على البنائية، لا يقتصر دور المعلم على الملاحظة والتقييم بل يمتد إلى إشارك الطلبة في الأنشطة وطرح الأسئلة على الطلبة بصوتٍ عالٍ لتعزيز المنطق (ديفرس وآخرون، 2002). مثال: «أتساءل عن سبب عدم انسكاب الماء من حافة الكأس الممتليء؟»، يتدخل المعلمون أيضاً في تصعيد المشكلات، مع ذلك، فإنه يُسهّل الوصول للحلول والتنظيم الذاتي لدى الطلبة مع التأكيد على أن المشكلة هي مشكلة الطالب ويجب عليه استكشاف الأمور والتوصل إلى الحلول ذاتياً. على سبيل المثال، يتم إنجاز تعزيز القراءة والكتابة من خلال دمج الحاجة لهما من خلال نشاط فردي في صفوف تُركّز على تلك المهارتين.

## جِدالات حول تقنيات التعليم البنائية
أبدى التقاد الحجج التالية ضد البنائية المعتمد عليها في تعليمات التدريس:
- شكك مجموعة من العلماء والباحثين المعرفيين في ادعاءات مركزية وأساسية في البنائية، مشيرين إلى أنها مضللة وتتعارض مع النتائج المعروفة.
- أحد روادع هذه الطريقة في التدريس، تعود إلى التركيز والاعتماد على العمل الجماعي ويترتب على ذلك أن أفكار الطلبة الأكثر نشاطاً قد تسيطرعلى نتاجات المجموعة.

بينما يجادل أنصار البنائية أن أداء الطلبة البنائيين أفضل من أقرانهم عند اختبار مهارات التفكير العليا لديهم. بينما يجادل نُقّاد البنائية بأن هذه التقنية تجبر الطلبة على «إعادة اختراع العجل»، تصدى البنائيون لهذا الادعاء وأوضحوا أن:«لا يعيد الطلية اختراع العجل، لكن بدلاً من ذلك، يحاولون فهم كيفية دورانها وعملها» وأضاف المؤيدون بأن الطلبة –خصوصاً طلبة المرحلة الأساسية- لديهم فضول طبيعي عن العالم المحيط وبناءاً على ذلك فإن إعطاءهم أدوات لاستكشافه بطريقة موجهة سيعمل على منحهم فهم واستيعاب أقوى وأرسخ.
طوّر (ماير 2004) مراجعة أدبية نقدية تمتد إلى خمسين عاماً وخلص فيها إلى «إن البحث في هذه المراجعة المختصرة يظهر أن البنائية تساوي أنشطة التدريب العملي وهذه الصيغة تعني كارثة تعليمية» ويُظهر جداله بأن التعليم الفاعل-في الغالب- هو اقتراح من قِبَل المؤيدين في هذه الفلسفة، ولتطوير تعليمات هذه الإستراتيجية يقوم المعلمون بإنتاج مواد تتطلب بأن يكون التعليم نَشِط سلوكياً وليس «نَشِط معرفياً». ووفقاً لما سبق يكون الطلبة مشتركون بالنشاط ولكنهم قد لا يتعلمون شيئاً جديداً (سويلر،1988).
ينصح ماير باستخدام الاستكشاف الموجه لبذي هو عبارة عن خليط يجمع بين التعليمات المباشرة وأنشطة التطبيق العملي عوضاً عن البحث والاستكشاف غير الموجه. «في العديد من الطرق، الاستكشاف الموجه يظهر أنه يقدم أفضل طريقة لتعزيز التعلم البنائي».
اتفق (كرشنر وآخرون، 2006) مع الفرضيات الأساسية للبنائية بأن المتعلمون يبنون المعرفة، ولكنهم قلقون إزاء توصيات التصميم التعليمي لهذا الإطار النظري. «الوصف البنائي للتعليم دقيق، لكن العواقب التعليمية التي اقترحتها البنائية قد لا تحدث» (كرشنر وسويلر وكلارك،2006). وقالوا على وجه الخصوص بأن المعلمين غالباً ما يصممون درساً غير موجه ومخطط له مسبقاً بدقة والذي يتعمد على المتعلم «استكشاف وبناء المعلومات الأساسية بأنفسهم».
ولهذا السبب، صرّحوا بأنه:" من السهولة الاتفاق مع توصيات ماير (2004):" تحريك جهود الإصلاح التربوي من العالم المشوش وغير المنتج أيديولوجياً والذي قد يختبيء تحت رايات البنائية أحياناً إلى العالم الذكي والمنتج المبني على البحوث والنظريات حول كيفية التعلم". وأخيراً، خَلَصَ كرشنر وسويلر وكلارك وماير 2009 بعد خمسين عاماً من النتائج التجريبية إلى عدم دعم التعليم غير الموجه وغير المخطط له.

## مناهج محددة
وتشمل المناهج المحددة في التعليم البنائي على ما يلي:

### البنائية
نهج تعليمي قائم على أيديولوجيات التعليم البنائي الذي قدمه جان بياجيه (هاريل وبابرت،1991)، في هذا النهج يشارك الأفراد بشكلٍ واعٍ في بناء المنتج (لي تشنغ وليو،2013) وأظهر استخدام البنائية في البيئات التعليمية أنه يعزز مهارات التفكير العليا مثل حل المشكلات والتفكير الناقد.

### التعليمات المُوَجَهَة
نهج تعليمي يستخدم فيه المعلم مُحفّز محدد بطريقة إستراتيجية، وارشادات، وأسئلة، وتوضيحات مباشرة، والنمذجة لتوجيه تفكير الطلبة وتسهيل مسؤوليتهم لإنجاز المهمات (فيشر وفيري،2010).

### التعليم القائم على حل المشكلات
نهج تعليمي منظم يتكون من مجموعات نقاش كبيرة وصغيرة، يطرح فيها المعلم سلسلة من المشكلات المصممة بعناية لمجموعة صغيرة من الطلبة، هذه المشكلات تتعلق بظواهر أو أحداث يمتلك الطلبة معلومات محدودة عنها. العنصر الأول لهذا النهج هو مناقشة المعلومات وطرح أسئلة تتعلق بالمشكلة المطروحة، وبعد ذلك يتم النقاش الصفي، بعدها يتم إتاحة وقت للطلبة للتفكير بالمعلومات المكتسبة حديثاً بشكل فردي أو البحث في المجالات التي تحتاج مزيداً من الاستكشاف. وبعد الفترة الزمنية هذه يلتقي الطلبة من جديد مع مجموعاتهم الصغيرة التي شُكِلت للنقاش. باللقاء الأول، يعكش الطلبة وجهات نظرهم حول النقاش الأولي ومن ثم يقارنون الآراء فيما يتعلق بالقضايا المطروحة. عادةً، يجتمع الطلبة مرة أخرى للقيام بتحليل نقدي فردي لآراء المجموعة والنقاشات المطروحة ومحاولة تجميع المعلومات من أجل استخلاص الاستنتاجات النهائية حول المشكلة. ضمن البيئة لتعليمية، يُمكّن التعليم القائم على حل المشكلات الطلبة من بناء فهم فردي فاعل لموضوع معين باستخدام المعارف المسبقة والمعارف المكتسبة حديثاً، إضافةً إلى ذلك، يطوّرالطلبة مهارات التوجيه الذاتي والتي تسهل بالنتيجة فهم المشكلات (شميت وليونيز، 2007).

#### التعليم المبني على الاستقصاء
نهج تعليمي مرتبط بالتعلم القائم على حل المشكلات الذي يقوم الطلبة خلاله بالتعلم عم طريق التحري عن القضايا والسيناريوهات (هاكفيردي كان وسونميز،2012)، وفي هذا النهج يقوم الطلبة بطرح الأسئلة والإجابة عليها بشكل فردي أو جماعي من أجل استخلاص النتاجات بخصوص القضايا والسيناريوهات المحددة. هذا النهج ذو فائدة جمّة ضمن البيئة التعليمية من خلال تطوير عملية الاستفسار والاستقصاء لدى الطلبة وتحسين مهارات التعاون لديهم وهذا بدوره يعزز قدرتهم على الفهم الشامل للقضايا المطروحة.
تشمل الأسئلة الناجعة والأساسية أفكار الطلبة وما توصلوا إليه من خلال الأبحاث، بالإضافة إلى ربط القضايا بواقعهم الحقيقي مما يساهم في حلها بطرقٍ شتى. لا توجد إجابات خاطئة للأسئلة الأساسية، لكن هذه الإجابات تكشف مدى استيعاب الطلبة وفهمهم (كرين،2009).

#### تعليمات الرُّسوّ
منهج تعليمي مرتبط بالتعليم القائم على حل المشكلات، حيث يقوم المعلم بتقديم «مرساة» أة فكرة رئيسية للطلبة بحيث يصبح الطابة قادرين على التعمق بالاستكشاف حولها. تعمل «المرساة» كمحور للمهمة بأكملها مما يسمح للطلبة بتحديد وتعريف والتبحّر بالمشكلات من خلال استكشاف الموضوع من وجهات نظر مختلفة ومتنوعة (كاريوكي ودوارن،2004).

### التعليم التعاوني
هو مجموعة متنوعة من النُهج التعليمية التي تركز على عمل الأفراد ضمن مجموعات بهدف الوصول إلى مُخرَج تعليمي محدد (هيسونج،2012).

#### تعليم الأقران المتبادل
نهج تعليمي تعاوني حيث يتبادل الطلبة الأدوار ما بين معلم وطالب. وقد تم الاستفادة من هذا النهج ضمن البيئة التعليمية في تطوير معارات العمل ضمن الفريق، والقيادة، ومهارات التواصل بالإضافة إلى تطوير قدرات الطلبة الإستيعابية لمحتوى المادة الدراسية (كريشنو وآخرون،2005).

#### أحجية الصور المقطعة
نهج تعليمي تعاوني، منظم للغاية ويطبّق ضمن أربع مراحل:
1. التقديم
2. الاستكشاف الممركز
3. إعداد التقارير وإعادة التشكيل
4. الدمج والتقييم

في مرحلة التقديم، يتم توزيع الطلبة ضمن مجموعات تسمى «الأصل» بحيث تحتوي كل مجموعة على طلبة من مختلف المستويات ويتراوح أعدادهم ما بين 3-7 طلاب، فور تقسيم المجموعات، يقوم المعلم بمناقشة المواضيع الفرعية المتعلقة بالموضوع الرئيسي. أما في مرحلة الاستكشاف الممركز، فيختار كل طالب ضمن مجموعته موضوعاً فرعياً ومن ثم تتشكل مجموعات أخرى من كل الأفراد الذين اختاروا نفس الموضوع الفرعي لتدارسه وتسمى هذه المجموعة بـ«أحجية الصور المقطعة»، بعد الانتهاء من التدراس يرجع كل طالب إلى مجموعته «الأصل» لتعليم باقي الأفراد عما تعلمه ضمن مرحلة إعداد التقرير وإعادة التشكيل، أما عن المرحلة الأخيرة وهي الدمج والتقييم، ففيها يشكل الطلبة جميعاً خلاصة معرفية متكاملة عن الموضوع كاملاً (تاراكوب ودويموس،2013).